# 新界區專線小巴25B線
新界區專線小巴25B線，由仁興運輸營辦，循環來往大埔墟（寶鄉街）至九龍坑和元嶺，途經港鐵太和站、大埔公路－大窩段及圍頭村，服務大窩東支路沿途各村落。

## 歷史
- 1989年：25B線投入服務，前身為25K線的九龍坑村特別班次，為方便市民識別使用另一編號。
- 2016年1月7日：大窩村特別班次服務時間延長至23:00[2]。
- 2016年8月20日：因應原有來往大窩西支路與大窩東支路的行車天橋拆卸，來回程改經新九龍坑行車天橋，路線不再途經南華莆和橋頭村一帶。
- 2018年3月24日：
  - 寶鄉街總站由鄉事會街以北（華立茶餐廳門外）遷往鄉事會街以南、大埔社區中心對開；
  - 大窩特別班次改用雙向運作，不再繞經九龍坑及元嶺落客，到大窩總站後所有乘客必須下車。乘搭有關班次而欲前往九龍坑或元嶺的乘客，需於聯合熱帶魚場下車。

## 行車路線
- 途經：寶鄉街、南盛街、安富道、懷仁街、靖遠街、廣福道、安富道、普益街、寶鄉街、寶鄉橋、大埔太和路、汀角路、寶雅路、大埔公路－大窩段、林錦公路交匯處、大窩西支路、新九龍坑行車天橋、大窩東支路、新九龍坑行車天橋、（大窩西支路）

1. 、大埔公路－大窩段、寶雅路、汀角路、大埔太和路、寶鄉橋及寶鄉街

（
1. 每日09:00前改經粉嶺公路。其餘時間會因應交通情況改經粉嶺公路。）

## 外部連結
- i-busnet.com路線25B資料 （页面存档备份，存于）（部份資料不準確）
- 小巴薈：新界區專線小巴25B號線 （页面存档备份，存于）